# Margarethe Cammermeyer
Margarethe Cammermeyer (Oslo, 24 de marzo de 1942), coronel retirada estadounidense y defensora de los derechos de los homosexuales.
Nació en Oslo, Noruega el 24 de marzo de 1943. Emigró con sus padres a Estados Unidos, y en 1960 se hizo ciudadana americana. En 1961 ingresó en el Army Student Nurse Program, obteniendo su titulación en 1963. Posteriormente obtuvo un master y un doctorado en la Universidad de Washington. Prestó servicios durante la Guerra de Vietnam y fue condecorada por ello.
Siendo jefa de enfermería de la Guardia Nacional del Estado de Washington, y teniendo el grado de coronel, en 1989 durante un interrogatorio de seguridad previo a unos cursos en la Escuela Nacional de Guerra, admitió ser lesbiana. A partir de ese momento se puso en marcha un procedimiento interno contra ella, que culminó en 1992, siendo licenciada con honor del ejército.
Su caso indignó a los defensores de los derechos de los homosexuales. Margarethe decidió recurrir su despido ante los tribunales de justicia, y en 1994, el juez Thomas Zilly falló a su favor y estableció que prohibir a los homosexuales servir en el ejército era inconstitucional. Volvió a la Guardia Nacional y allí sirvió hasta su retiro en 1997.
Después de su retiro, se convirtió en activista por los derechos de gays y lesbianas y en 1998 se presentó a las elecciones al Congreso de los Estados Unidos como miembro del Partido Demócrata, aunque perdió finalmente frente a su oponente republicano Jack Metcalf.
En 1995 la historia de Margarethe Cammermeyer se empleó como argumento de la película Cammermeyer's story: Serving in Silence para la televisión, con Glenn Close interpretando a la protagonista.
En junio de 2010, Cammermeyer fue designada miembro del Comité Consultivo de Defensa de la Mujer en los Servicios, un comité nombrado por el Secretario de Defensa de los Estados Unidos que entrega informes al Departamento de Defensa.

## Vida personal
Está casada desde diciembre de 2012 con su cónyuge femenina, desde que fue aprobado el matrimonio entre personas del mismo sexo en Washington.